# Apollonio Molone
Apollonio Molone (a volte semplicemente chiamato Molone) (Alabanda, ... – ...; fl. I secolo a.C.) è stato un retore greco antico, attivo verso il 70 a.C..

## Biografia
Era nativo di Alabanda, una città della Caria, nella moderna Anatolia, ed allievo di Menecle. In seguito si stabilì a Rodi. 
Visitò due volte Roma come ambasciatore di Rodi e presero lezioni da lui sia Marco Tullio Cicerone – che lo visitò anche durante il suo viaggio in Grecia del 79-77 a.C. – che Gaio Giulio Cesare. Alcuni attribuiscono agli insegnamenti di Apollonio Molone il loro successo come oratori, Cicerone ancor più di Cesare.
Si pensa che citasse gli insegnamenti di Demostene quando diceva ai suoi allievi che le tre cose più importanti nell'arte della retorica erano «La dizione, la dizione ed ancora la dizione». Nei tribunali di Roma godeva di una grandissima reputazione, e gli fu anche concesso di rivolgersi al Senato romano in greco, un onore che non sempre veniva accordato neppure agli ambasciatori stranieri.
Cercò di attenuare il ricco ed elaborato stile retorico proveniente dall'Asia e si sforzò di sostenere la tendenza all'"atticizzazione". Si dedicò alla scrittura di commentari alle opere di Omero e, secondo Giuseppe Flavio, si abbandonò a violenti attacchi contro gli Ebrei.